# Sammy Figueroa
Sammy Figueroa (New York, 16 november 1948) is een Amerikaanse jazzpercussionist en orkestleider op het gebied van Latin Jazz.

## Biografie
Figueroa groeide op in Puerto Rico als zoon van zanger Charlie Figueroa. Op 18-jarige leeftijd trad hij toe tot de band van Bobby Valentín in New York. Daarna behoorde hij tot de Average White Band en The Brecker Brothers. Later was hij co-leider van de fusionband Raíces. Als studiomuzikant werkte hij samen met Tommy Bolin, Miles Davis (The Man with the Horn), Charles Mingus (Me Myself an Eye), John Scofield, George Benson, Dave Grusin, Joey DeFrancesco, Chaka Khan, Joe Cocker, Earl Klugh, Stanley Jordan, Spyro Gyra, Quincy Jones en Etta Jones, maar ook met Chic, Blondie, Yoko Ono, David Bowie, Patti Smith, Mariah Carey en Carole King. In 2001 verhuisde Figueroa naar Zuid-Florida. De volgende jaren werkte hij samen met de daar woonachtig zijnde Latin Jazz-virtuozen uit Cuba, Venezuela, Brazilië, Colombia en Argentinië en formeerde zijn band Latin Jazz Explosion, die debuteerde op het Hollywood Jazz Festival en drie albums opnam vanaf 2006. Van 2010 tot 2013 toerde hij met Sonny Rollins.

## Prijzen en onderscheidingen
Figueroa ontving twee NARAS Awards voor drummer van het jaar, twee Drummie Awards voor beste handpercussie en de Jazz Journalists Association Award voor beste drummer. Zijn albums ... and Sammy Walked In en The Magician werden genomineerd voor de Grammy Award voor «Best Latin Jazz Album».

## Discografie
- 2014: Talisman (Savant met Glaucia Nasser)
- 2015: Memory of Water (Ashe Records)
- 2015: Imaginary World (Savant)

met Sammy Figueroa & His Latin Jazz Explosion
- 2006: …and Sammy Walked In (Savant Records)
- 2007: The Magician (Savant)
- 2011: Urban Nature (Senator Records)

- Bibliothèque nationale de France: cb13933968k (data)
- Gemeinsame Normdatei: 134372867
- International Standard Name Identifier: 0000 0000 5513 295X
- Library of Congress Control Number: n92005739
- MusicBrainz: 3877d50c-7b67-4bc8-93be-f6fdb58fcf1f
- Nationale Bibliotheek van Tsjechië: xx0126171
- Nationale Bibliotheek van Israël: 987007349783805171
- Système universitaire de documentation: 250661705
- Virtual International Authority File: 10037037
- WorldCat: E39PBJkhJBPGFxjxTkcWJbj9jC